# Bernard Wagenaar
Bernardus Wagenaar (Arnhem, 18 juli 1894 – York Harbor, Maine, 18 of 19 mei 1971) was vanaf 1927 een tot Amerikaan genaturaliseerd componist en violist van Nederlandse komaf.
Hij was zoon van Charlotte Jacoba Margaretha Maria van Rooijen en koopman Hendrikus Wijnandus Wagenaar, die eerder pianostemmer was geweest. Hij is een broer van musicus Arnold Wagenaar. Hijzelf trouwde in 1921 in Edgartown, waar hun zomerverblijf stond, met pianiste Irene Jeannette Chadwick. Dochter Anneke Wagenaar Brook (1928-2011) was beeldend kunstenaar.
Hij ontving zijn muziekopleiding van Gerard Veerman op viool, Lucie Veerman-Bekker in piano en Johan Wagenaar (geen direct familie) in muziektheorie, harmonieleer, contrapunt en fuga, al dan niet aan het Utrechtse Muziekschool. In 1912 dook zijn naam voor het eerste op; hij is dan (nog in Arnhem) pianobegeleider binnen kamermuziek met mej. Nellie Hagelen   en Otto van Kopenhagen.  Hij was er medestudent van Willem Pijper (die droeg zijn pianosonate aan hem op). Hij vestigde zich in eerste instantie als muziekleraar in Utrecht en stond in 1915 voor het Stedelijk Orkest Utrecht in een uitvoering van eigen werk.  In 1917 volgde hij Ludwig Felix Brandts Buys op als dirigent van Dieren’s Gemengd Koor.
Hij vertrok in 1920 naar de Verenigde Staten. Hij werd er (tweede) violist in het New York Philharmonic Orchestra als ook docent aan de Juilliard School of Music. Aan die instelling leidde hij een hele rij componisten op, waaronder Ned Rorem, Jacob Druckman, Norman Dello Joio, Bernard Herrmann, Robert Ward, Tutti Camarata, Charles Jones, Alan Shulman, Katharine Mulky Warne, en James Cohn
Het Geïllustreerd lexicon meldde al een aantal composities van hem, maar meest nog uit de jaren tien. De bijbehorende aanvulling (1949) meldde dat hij vertegenwoordiger van de VS was op een muziekfeest voor moderne muziek in België (International Society for Contemporary Music in Luik, hij onderscheiden werd door de Eastman School of Music en de Society for the Publication of American Music. Zijn werken zouden ook in de Europese grote steden uitgevoerd zijn. Willem Mengelberg (Symfonie nr. 1 in 1928; opgedragen aan Johan Wagenaar), Arturo Toscanini (Symfonie nr. 2 in 1933 in Carnegie Hall) en Eduard van Beinum (Symfonie nr. 4, Concertgebouworkest, 1954) hebben zijn werken gedirigeerd. 
Die aanvulling van het Geïllustreerd Muzieklexicon meldde drie symfonieën (1920-1926, 1930), 3 strijkkwartetten en kamermuziek. Ander bekend werk was zijn Two sings from the Chinese (1925). Hij was voorts lid van de Comité voor Nederlandse muziek, die Nederlandse klassieke muziek promootte in de VS. Hij schreef in 1944 A song of mourning ter nagedachtenis aan de Nederlandse gevallenen (Eduard van Beinum 1948 met Concertgebouworkest) en hij schreef een nieuwe orkestbezetting bij het Wilhelmus.
Hij werd in 1958 benoemd tot officier in de Orde van Oranje-Nassau; hij was toen hoogleraar aan Juilliard.  De New York Times meldde op 20 mei 1971 zijn overlijden met de tekst “Tuesday” (zijnde 18 mei).
- Gemeinsame Normdatei: 1020623802
- International Standard Name Identifier: 0000 0000 3823 5084
- Library of Congress Control Number: no88003540
- MusicBrainz: 7f6c7742-2079-4653-8c89-ecd79c41c9d5
- Nationale Bibliotheek van Israël: 987007286985205171
- Nederlandse Thesaurus van Auteursnamen: 073726826
- Istituto Centrale per il Catalogo Unico: MUSV068147
- SNAC: w63n237f
- Virtual International Authority File: 36472198
- WorldCat: E39PBJqQxQJgY4ywjdv6B34g8C